# Hudson River Wind Meditations
| Оценки критиков | Оценки критиков |
| Источник        | Оценка          |
| --------------- | --------------- |
| Allmusic        | [ 1 ]           |
| Prefix Magazine | (8.0/10)        |

Hudson River Wind Meditations — двадцатый и последний сольный студийный альбом Лу Рида, выпущенный на лейбле Sounds True. На данном альбоме Рид отошёл от ро́ковой направленности и поэкспериментировал с «расслабляющей» музыкой, музыкой медитации и тайчи. Продюсерами выступили сам Рид и Хэл Уиллнер.
Альбом был назван в честь одной из ключевых достопримечательностей Нью-Йорка — реки Гудзон. Фотографию для обложки сделал сам Лу Рид.

## Список композиций
Слова и музыка всех песен — Лу Рид.
| №                   | Название                                 | Длительность |
| ------------------- | ---------------------------------------- | ------------ |
| 1.                  | «Move Your Heart»                        | 28:54        |
| 2.                  | «Find Your Note»                         | 31:35        |
| 3.                  | «Hudson River Wind (Blend the Ambiance)» | 1:50         |
| 4.                  | «Wind Coda»                              | 5:23         |
| Общая длительность: | Общая длительность:                      | 67:46        |

## Над альбомом работали
Сведения взяты из буклета альбома:
- Лу Рид — аранжировки

Производственный персонал
- Лу Рид — исполнительный сопродюсер;  микширование:  фотографии (обложки альбома)
- Хэл Уиллнер[англ.] — исполнительный сопродюсер; микширование (Animal Lab, Н-ЙС)
- Гектор Кастилло — инженер микширования (в ветклинике, Нью-Йорк Сити)
- Тимоти Гринфилд-Саммерс[англ.] —  фотографии (портрет Лу Рида, для обложки альбома)
- Эмили Лазар[англ.] — мастеринг (The Lodge, Гринвич-Виллидж)
- Марк Махани — ассистент фотографа
- Чед Морган — дизайн обложки
- Карен Поласки — дизайн обложки